# Pigre gris

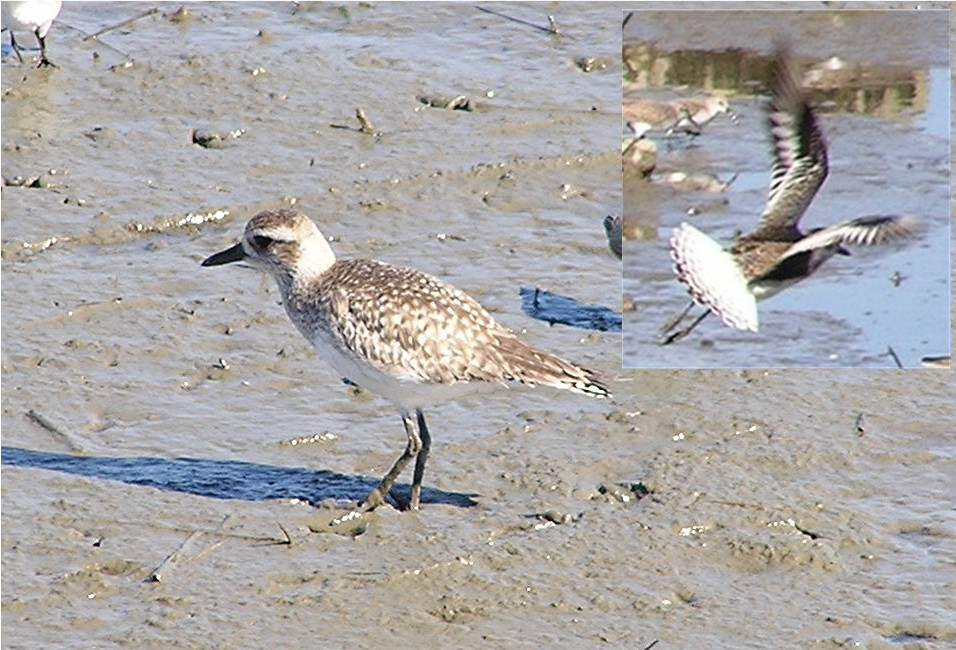
Exemplar de pigre gris.

El pigre gris o fusell de mar i xirlot a les Balears (Pluvialis squatarola) és una espècie d'ocell de l'ordre dels caradriformes que és comú, a l'hivern, als Països Catalans.

## Morfologia
- Fa 28 cm de llargària.
- A l'estiu té les parts superiors grisenques i les parts inferiors negres, mentre que a l'hivern adopta un color més brunenc. La gola i el pit són negres, el carpó és blanc i presenta les plomes axil·lars negres.
- Quan vola mostra una taca negra sota les ales, la qual es fa més aparent a l'hivern.

## Subespècies
- Pluvialis squatarola cynosurae (Thayer & Bangs, 1914)
- Pluvialis squatarola squatarola (Linnaeus, 1758)
- Pluvialis squatarola tomkovichi (Engelmoer & Roselaar, 1998)

## Reproducció
Nien a la tundra àrtica i als Països Catalans només arriben com a migradors.

## Alimentació
A l'estiu menja cucs, insectes i aràcnids, mentre que a l'hivern es nodreix de cucs, mol·luscs i petits crustacis.

## Hàbitat
Se'ls pot veure a les platges, a les salines o a les maresmes.

## Distribució geogràfica
A l'estiu habita en platges i planes humides de la zona àrtica d'Euràsia i Amèrica, i a l'hivern arriba fins a l'Àsia i l'Amèrica meridionals, Austràlia i el cap de Bona Esperança. Als Països Catalans, i a l'hivern, només hi ha un nucli al Delta de l'Ebre, puix que, principalment, passa aquesta estació a l'Europa atlàntica i a l'Àfrica mediterrània.